# 333 (číslo)
Tři sta třicet tři je přirozené číslo, které následuje po čísle tři sta třicet dva a předchází číslu tři sta třicet čtyři. Římskými číslicemi se zapisuje CCCXXXIII a řeckými číslicemi τλγ.

## Matematika
333 je:
- Deficientní číslo
- Nešťastné číslo

## Astronomie
- (333) Badenia je planetka hlavního pásu, kterou objevil v roce 1892 Max Wolf

## Doprava
- Silnice II/333 je česká silnice II. třídy vedoucí na trase Přelouč – Lázně Bohdaneč – II/324[1][2]

## Roky
- 333
- 333 př. n. l.